# Gerry Conway
Gerard F. Conway, detto Gerry (New York, 10 settembre 1952), è un fumettista e sceneggiatore televisivo statunitense.
È conosciuto principalmente per aver scritto per la Marvel Comics la storia in cui muore Gwen Stacy (Amazing Spider-Man n. 121), e per aver creato il Punitore insieme con il disegnatore Ross Andru, sempre sulle pagine di Amazing, collana che ha realizzato per lungo tempo. Insieme con Al Milgrom ha anche creato il supereroe Firestorm per la DC Comics. Sempre a Conway si deve la sceneggiatura di Superman & l'Uomo Ragno (1976) il primo importante crossover pubblicato congiuntamente da DC e Marvel, a cui ne seguiranno molti altri, soprattutto negli anni ottanta e novanta.

## Carriera
Conway ha pubblicato il suo primo lavoro da professionista giovanissimo, intorno ai quindici anni, con una breve storia (Aaron Philips' Photo Finish) su House of Secrets n. 81 (settembre 1969) pubblicato dalla DC Comics. Ha proseguito con altre storie per la stessa serie o per altre serie antologiche come Marvel's Chamber of Darkness e Tower of Shadows fino alla fine del 1970, periodo in cui ha anche pubblicato una storia di una pagina in DC's All-Star Western n. 1 (settembre 1970) e Super DC Giant #S-14 (ottobre 1970). La sua prima sceneggiatura di un personaggio ricorrente fu per la collana semi-antologica dell'occulto The Phantom Stranger n. 10 (dicembre 1970).
Seguì rapidamente anche la prima storia per la Marvel di un personaggio ricorrente con la sceneggiatura di Astonishing Tales n. 3 (dicembre 1970), di cui era protagonista il tarzanesco Ka-Zar. La prima storia con un supereroe è in Daredevil (prima serie) n. 72 (gennaio 1971), che lo porterà in fretta ad altri incarichi su Iron Man, Thor, The Incredible Hulk e con gli Inumani e la Vedova Nera per l'antologico Amazing Adventures. Insieme con gli scrittori Roy e Dann Thomas e il disegnatore Mike Ploog ha creato Licantropus, il personaggio principale nella serie Marvel Spotlight n. 2 (febbraio 1972) ed è inoltre l'autore dei testi del primo numero di Tomb of Dracula, che introduce la versione Marvel del celebre personaggio letterario. Ha condiviso con Stan Lee e Roy Thomas la creazione dell'Uomo Cosa, sceneggiandone la prima storia nel 1971.